# Blankenburger FV 1921
Blankenburger FV is een Duitse voetbalclub uit Blankenburg, Saksen-Anhalt.

## Geschiedenis
De club werd op 20 mei 1921 opgericht als VfB Blankenburg. In 1922 promoveerde de club naar de tweede klasse van de Kreisliga Elbe. Na 1923 werd de Kreisliga afgevoerd en werd de competitie van Harz, waar ze in speelden, als Gauliga Harz weer opgewaardeerd tot eerste klasse. Na drie seizoenen degradeerde de club en kon pas terug promotie afdwingen in 1932. In 1933 werd de competitie geherstructureerd. De Midden-Duitse bond werd ontbonden en de vele competities werden vervangen door de Gauliga Mitte en Gauliga Sachsen. De clubs uit Harz werden te licht bevonden voor de Gauliga Mitte en voor de Bezirksklasse Magdeburg-Anhalt plaatsten zich slechts twee clubs. De knappe vierde plaats volstond hier dus niet voor en de club werd naar de 1. Kreisklasse Harz verwezen
Op 2 april 1934 fuseerde de club met Blankenburger Turnerschaft (BT) en werd zo SG VfB/BT. De club slaagde er niet meer in te promoveren naar de Bezirksklasse. 
Na de Tweede Wereldoorlog werden alle Duitse clubs ontbonden. Er ontstonden nieuwe sportverenigingen. In 1948 werd het BSG-statuut aangenomen en werd BSG Sanar Harzer Werke Blankenburg opgericht Later werd de naam BSG Stahl Blankenburg aangenomen en na de Duitse hereniging nam de club de huidige naam aan.